# Stay (utwór muzyczny Toojiego)
Stay – utwór norwesko-irańskiego piosenkarza Toojiego, wydany w 2012. Piosenkę napisali Tooji Keshtkar, Peter Boström i Figg Boström.
W lutym 2012 utwór wygrał Melodi Grand Prix 2012, dzięki czemu reprezentował Norwegię w 57. Konkursie Piosenki Eurowizji w Baku. Dotarł do finału, w którym zajął ostatnie miejsce. 
Utwór dotarł do drugiego miejsca listy przebojów w Norwegii.

## Listy przebojów
| Przebój (2012)      | Najwyższa pozycja |
| ------------------- | ----------------- |
| Norwegia (VG-lista) | 2                 |